# France Culture
France Culture — французский общественный радиоканал и часть Radio France. Его программы охватывают широкий спектр материалов на исторические, философские, социально-политические и научные темы, а также литературные чтения, радиопостановки и экспериментальные постановки. Канал транслируется по всей стране в FM-диапазоне и также доступен онлайн.

## Хронология название радиостанции
| Дата                              | Название            | Оригинальное название |
| --------------------------------- | ------------------- | --------------------- |
| 1 января 1947 — 31 декабря 1957   | Пари Энтер          | Paris-Inter           |
| 1 января 1958 — 19 октября 1963   | Франс III Насьональ | France III-National   |
| 20 октября 1963 — настоящее время | Франс Кюльтюр       | France Culture        |